# 7410 Kawazoe
A 7410 Kawazoe (ideiglenes jelöléssel 1990 QG) a Naprendszer kisbolygóövében található aszteroida. Tsutomu Seki fedezte fel 1990. augusztus 20-án.